# Odontacolus longispinosus
Odontacolus longispinosus är en stekelart som beskrevs av Girault 1917. Odontacolus longispinosus ingår i släktet Odontacolus och familjen Scelionidae. Inga underarter finns listade i Catalogue of Life.